# ادبیات یهودی

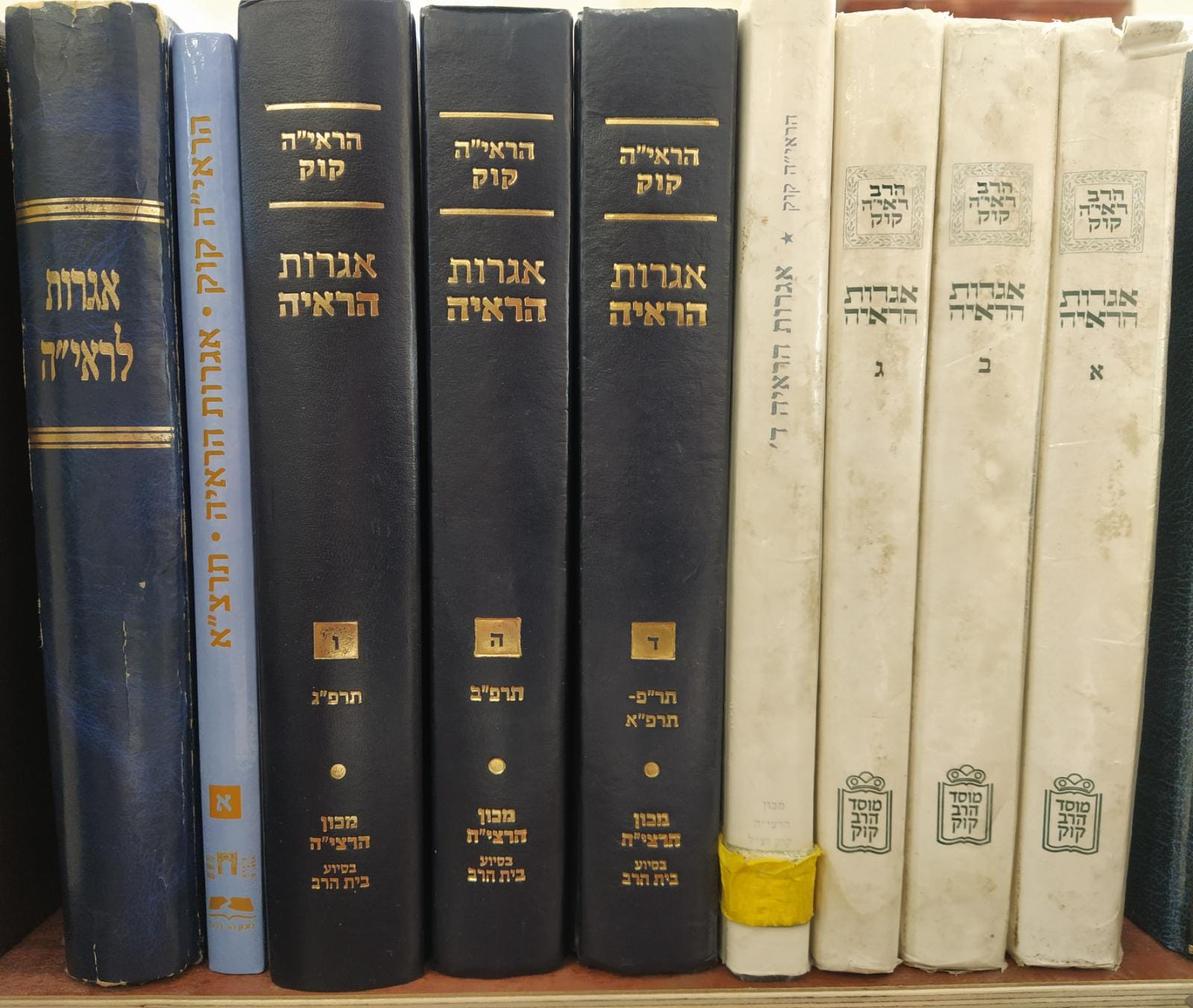
مجموعه حروف حائره

ادبیات یهودی شامل کارهای نوشته‌شده توسط یهودیان در مورد درونمایه‌های یهودی، کارهای ادبی نوشته‌شده در زبان‌های یهودی درباره درونمایه‌های مختلف و کارهای ادبی در هر زبانی نوشته‌شده توسط نویسندگان یهودی می‌شود. ادبیات باستانی یهودی شامل ادبیات کتاب مقدس و ادبیات خاخامی می‌شود. ادبیات یهودی میانه نه تنها ادبیات خاخامی بلکه همچنین ادبیات اخلاقی، ادبیات فلسفی و ادبیات عرفانی، اشکال متنوع دیگر نثر شامل تاریخ و ادبیات داستانی و اشکال مختلف نظم از هر دو گونه مذهبی و سکولار را در بر می‌گیرد.